# Буляк (Азнакаевский район)
Буля́к (тат. Бүләк) — село в Азнакаевском районе Республики Татарстан, в составе Сарлинского сельского поселения.

## Этимология
Топоним произошёл от татарского слова «бүләк» (подарок).

## География
Деревня находится на реке Ик, в 32 км к северо-востоку от города Азнакаево.

## История
В «Списке населенных мест по сведениям 1859 года», изданном в 1864 году, населённый пункт упомянут как казённая и башкирская деревня Сасыкулева 4-го стана Бугульминского уезда Самарской губернии. Располагалась при реке Ике, по левую сторону почтового тракта из Бугульмы в Уфу, в 60 верстах от уездного города Бугульмы и в 48 верстах от становой квартиры в казённом селе Ефановка (Крым-Сарай, Орловка, Хуторское). В деревне в 85 дворах жили 502 человека (229 мужчин и 273 женщины). Была мечеть.

## Население
| 1859 | 1897 | 1920 | 1926 | 1949 | 1970 | 1979 | 1989 | 2002 | 2010 | 2015 |
| ---- | ---- | ---- | ---- | ---- | ---- | ---- | ---- | ---- | ---- | ---- |
| 502  | 969  | 1344 | 602  | 302  | 673  | 363  | 247  | 260  | 265  | 238  |

Национальный состав села — татары.

## Религия
Мечеть «Нигматулла» (построена в 2002 году).